# Port de Qingdao
Le port de Qingdao est situé à Qingdao, sur la mer Jaune en République populaire de Chine.

## Histoire
Petit port de pêche du Shandong, le port, sur une des meilleures baies naturelles d'Extrême-Orient, est doté d'une petite forteresse en 1891. De 1898 à 1914, la concession de Kiautschou fait partie de l'empire colonial allemand et devient un centre industriel important. De 1914 à 1945, il est occupé par l'Empire japonais. En 2011, Qingdao et trois autres ports du Shandong, Yantai, Rizhao et Weihai concluent une alliance avec le port de Pusan en Corée du Sud.

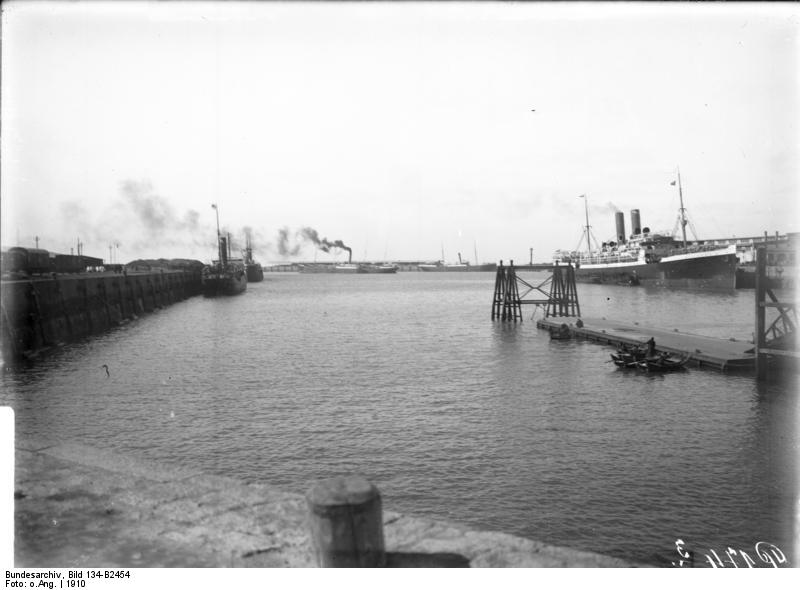
Le port allemand de Kiautschou en 1910
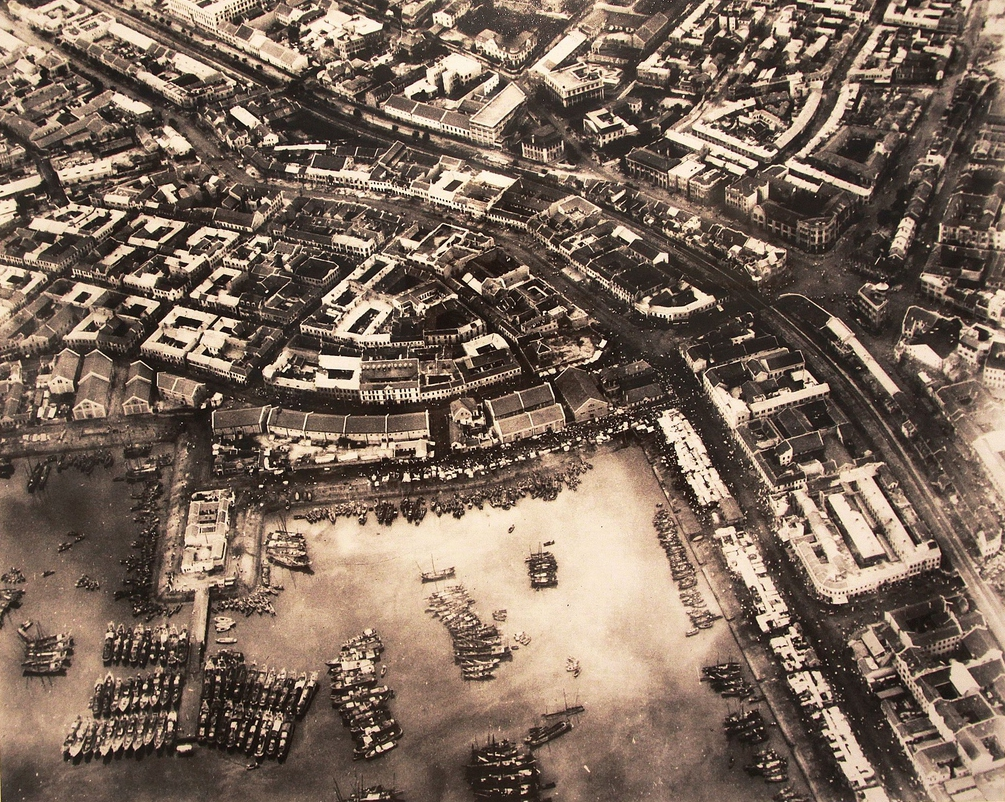
Le port à la fin de l'occupation japonaise en septembre 1945
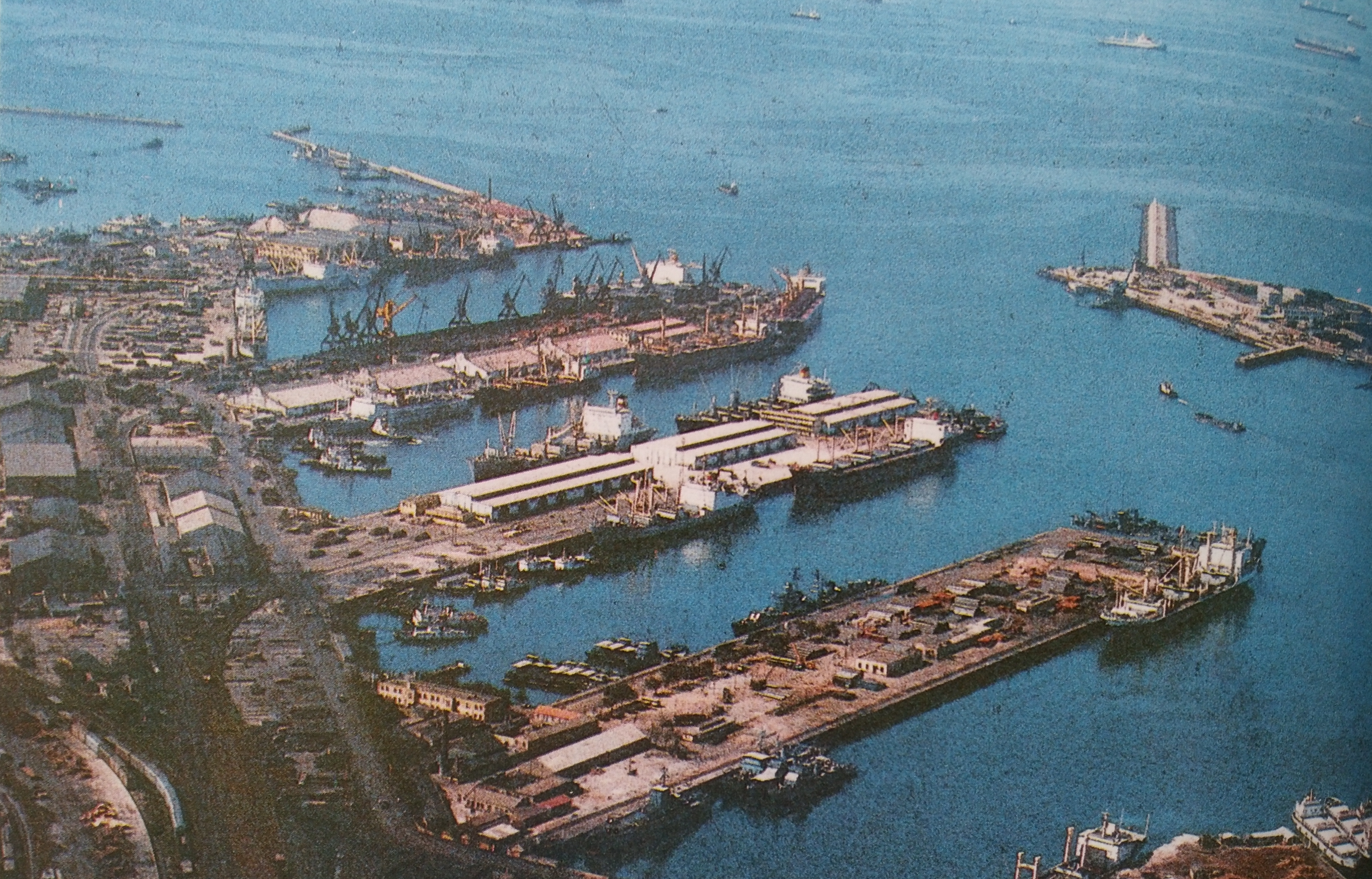
Le port au début des Quatre Modernisations en 1988